# Vergleich (Literatur)

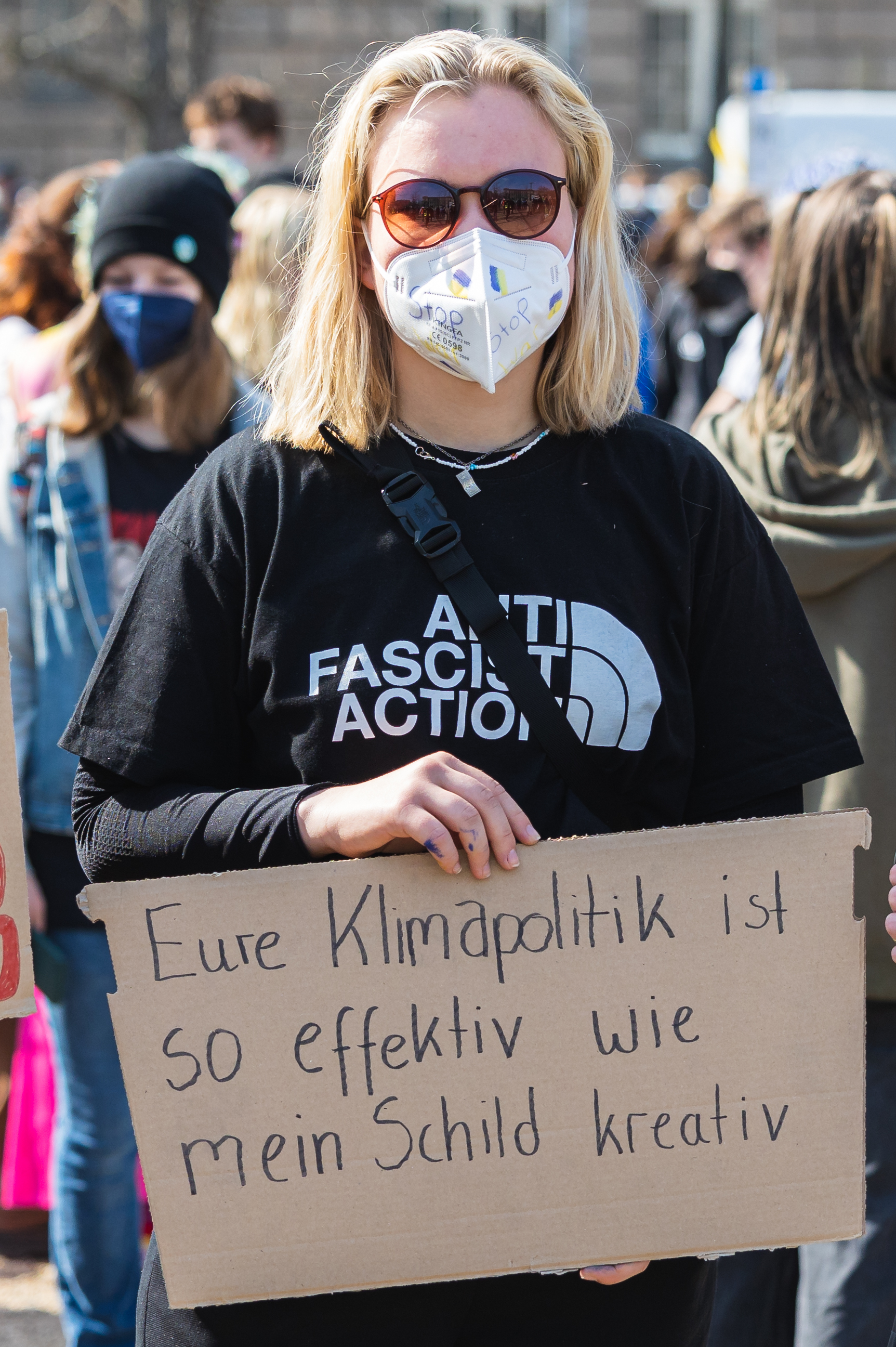
Vergleich auf einem Schild einer Demonstrantin (2022)

Der Vergleich ist eine Wortfigur, welche durch die Annäherung oder kontrastive Gegenüberstellung zweier Gegenstände oder Bilder erzeugt wird, um Anschaulichkeit und Wirksamkeit eines Gedankens zu erhöhen.
Wie die Metapher beruht der Vergleich auf Ähnlichkeit, die in einem gemeinsamen Dritten (Tertium Comparationis) gegeben ist; daher gibt es auch die seit Quintilian gängige Definition der Metapher als „verkürzter Vergleich“. Im Gegensatz zur Metapher beruht der Vergleich auf einer direkten Gleichsetzung seiner Relata, die durch eine Vergleichspartikel („wie“, „als“) geleistet wird.
Beispiele:
„Sie ist schön wie der junge Morgen.“
„Sie ist schneller als er.“
Ist die Ähnlichkeit, auf der der Vergleich beruht, konventionell („mutig wie ein Löwe“), sprach die ältere Rhetorik von einer similitudo (modern: Analogie); ist sie nicht-konventionell, von einer dissimilitudo. Durch eine erzählerische Kontinuation eines Vergleichs entsteht ein Gleichnis. Häufige Vergleiche in Literatur und Dichtung sind solche von Tieren und Menschen, von Naturgegenständen und Moralgegenständen, von Personen und Moralgegenständen, von Naturgegenständen und Kunstobjekten, von Großem auf Kleines oder von Kleinem auf Großes (synekdochetischer Vergleich).
Weiterhin kann zwischen zwei Arten von Vergleichen unterschieden werden. Zum einen gibt es homogene Vergleiche, welche zwischen Vergleichsgrößen vorzunehmen sind, die in ein und demselben Wirklichkeitsraum zu lokalisieren sind. Beispielhaft hierfür ist der Vergleich „Anna ist so klug wie Sarah“ zu nennen. Beide Vergleichsgrößen sind ein und demselben Wirklichkeitsraum zuzuordnen. Zum anderen unterscheidet man heterogene Vergleiche, bei denen die Vergleichsgrößen aus unterschiedlichen Bereichen der Wirklichkeit stammen. Mit dem Beispiel „Er schläft wie ein Murmeltier“ wird verdeutlicht, dass ein Vergleich zwischen zwei Größen vorgenommen wird, welche verschiedenen Wirklichkeitsbereichen (Menschen-, Tierwelt) zuzuordnen sind.